# Symplectische variëteit
In de differentiaalmeetkunde en de differentiaaltopologie, deelgebieden van de wiskunde, is een symplectische variëteit een gladde variëteit, M, die is uitgerust met een gesloten niet-ontaarde differentiële 2-vorm, ω, die men de symplectische vorm noemt. De studie van symplectische variëteiten noemt men symplectische meetkunde of symplectische topologie. Symplectische variëteiten ontstaan van nature in abstracte formuleringen van de klassieke mechanica en de analytische mechanica als de coraakbundels van variëteiten, bijvoorbeeld in de Hamiltonformalisme van de klassieke mechanica, die een van de belangrijkste motivaties voor dit studiegebied biedt: De verzameling van alle mogelijke configuraties van een systeem wordt gemodelleerd als een variëteit, en deze variëteit haar coraakbundel beschrijft de faseruimte van het systeem.